# Thinkpad

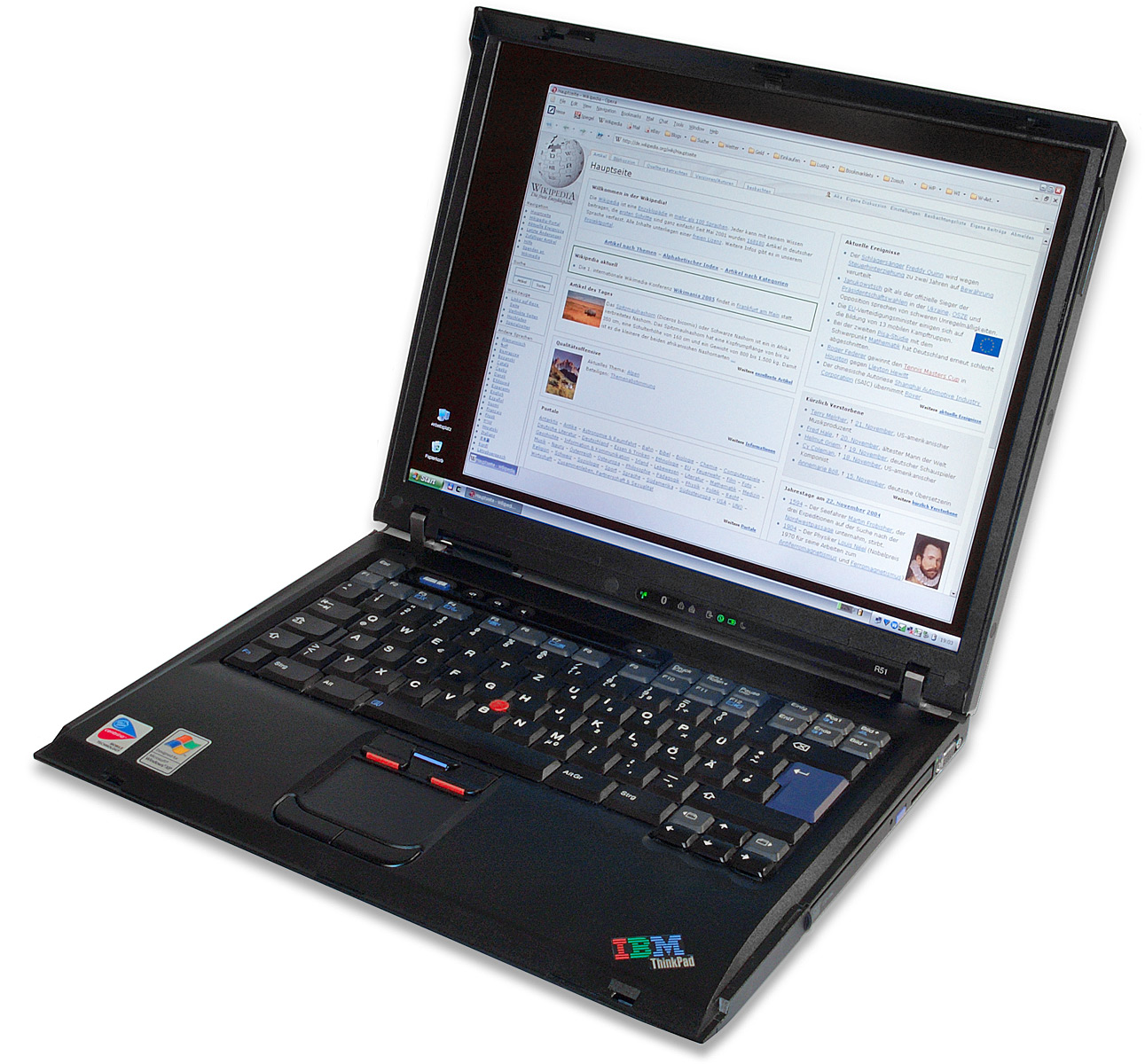
IBM Thinkpad R51. Modellen kom 2004.

Thinkpad, i marknadsföring skrivet ThinkPad, är en serie bärbara datorer, tidigare från IBM men numera (2005-) från Lenovo. Den första Thinkpad-datorn kom ut på marknaden 1992.